# Prvenstvo NSO Split 1969./70.
Prvenstvo Nogometnog saveza općine Split je bila liga četvrtog ranga natjecanja nogometnog prvenstva Jugoslavije u sezoni 1969./70. 
 
Sudjelovalo je 10 klubova, a prvak je bila Sloga iz Mravinaca. 

## Ljestvica
| mj. | klub                      | ut. | pob. | ner. | por. | gol+ | gol- | bod |
| --- | ------------------------- | --- | ---- | ---- | ---- | ---- | ---- | --- |
| 1.  | Sloga Mravince            | 18  | 15   | 1    | 2    | 73   | 12   | 31  |
| 2.  | Jugovinil Kaštel Gomilica | 18  | 14   | 3    | 1    | 70   | 11   | 31  |
| 3.  | Orkan Dugi Rat            | 18  | 9    | 4    | 5    | 31   | 22   | 22  |
| 4.  | Primorac Stobreč          | 18  | 6    | 7    | 5    | 28   | 43   | 19  |
| 5.  | Mračaj Runović            | 18  | 7    | 2    | 9    | 36   | 52   | 16  |
| 6.  | Jadran Tučepi             | 18  | 6    | 2    | 10   | 27   | 36   | 14  |
| 7.  | Proleter Dugopolje        | 18  | 5    | 4    | 9    | 29   | 47   | 14  |
| 8.  | Kolektivac Postira        | 18  | 4    | 6    | 10   | 25   | 51   | 14  |
| 9.  | Uskok Klis                | 18  | 4    | 3    | 11   | 28   | 47   | 11  |
| 10. | Tekstilac Sinj            | 18  | 3    | 2    | 13   | 17   | 43   | 8   |

## Rezultatska križaljka
| kratica | klub                      | JAD | JUG | KOL  | MRA | ORK | PRI  | PRO | SLO | TEK | USK |
| --- | ------------------------- | --- | --- | ---- | --- | --- | ---- | --- | --- | --- | --- |
| JAD | Jadran Tučepi             |     | 0:2 | 4:0  | 1:2 | 2:1 | 2:1  | 2:0 | 2:0 | 2:2 | 1:3 |
| JUG | Jugovinil Kaštel Gomilica | 3:0 |     | 1:1  | 4:1 | 3:1 | 19:0 | 3:1 | 1:0 | 2:1 | 9:0 |
| KOL | Kolektivac Postira        | 3:3 | 3:3 |      | 7:3 | 0:0 | 0:1  | 2:0 | 1:4 | 0:1 | 2:0 |
| MRA | Mračaj Runović            | 5:0 | 0:4 | 5:2  |     | 2:4 | 1:1  | 2:4 | 1:1 | 3:2 | 4:2 |
| ORK | Orkan Dugi Rat            | 3:0 | 0:1 | 0:0  | 3:2 |     | 0:0  | 3:1 | 1:3 | 2:2 | 3:2 |
| PRI | Primorac Stobreč          | 4:2 | 1:1 | 3:0  | 6:1 | 0:2 |      | 1:1 | 0:1 | 4:0 | 1:1 |
| PRO | Proleter Dugopolje        | 4:2 | 0:7 | 1:1  | 1:3 | 1:3 | 2:2  |     | 4:6 | 2:1 | 4:1 |
| SLO | Sloga Mravince            | 1:0 | 2:1 | 18:0 | 8:1 | 1:0 | 8:0  | 7:0 |     | 4:0 | 2:0 |
| TEK | Tekstilac Sinj            | 0:3 | 0:2 | 3:1  | 0:2 | 1:3 | 0:1  | 0:2 | 0:2 |     | 4:1 |
| USK | Uskok Klis                | 2:1 | 0:4 | 1:2  | 4:0 | 1:2 | 2:2  | 1:1 | 0:5 | 7:0 |     |
| |                           |     |     |      |     |     |      |     |     |     |     |
| podebljan rezultat - utakmice od 1. do 9. kola (1. utakmica između klubova) rezultat normalne debljine - utakmice od 10. do 18. kola (2. utakmica između klubova) rezultat nakošen - nije vidljiv redoslijed odigravanja međusobnih utakmica iz dostupnih izvora rezultat nakošen i smanjen * - iz dostupnih izvora nije uočljiv domaćin susreta prekrižen rezultat - poništena ili brisana utakmica p - utakmica prekinuta 3:0 p.f. / 0:3 p.f. - rezultat 3:0 bez borbe |                           |     |     |      |     |     |      |     |     |     |     |

 Izvori: 

## Kvalifikacije za Dalmatinsku ligu
Igrano u srpnju 1970. 
| Jugovinil Kaštel Gomilica |  | - |  | Velebit Benkovac          |  | 3:1, 0:1 |
| Vodice                    |  | - |  | Jugovinil Kaštel Gomilica |  | 0:3, 1:7 |

 Izvori: 